# Tres Coronas
Tres Coronas es un grupo de rap colombiano formado en Queens, Nueva York en 2001. Inicialmente estaba conformado por 3 Mc's: Luis Alfonso Fonseca conocido como PoNchO o PNO alias Guajiro, el colombo francés Sébastian Rocca conocido como Rocca alias El Chief, y el dominicano José Alberto Collado conocido como Reychesta alias Secret Weapon.

## Historia
Formado en 2001, por Rocca (proveniente de París y miembro de La Cliqua); PNO (proveniente de New York y miembro de Colombians Taking Over (CTO)) y Reychesta (dominicano proveniente de New York). En 2002 se presentaron en el festival Hip Hop al Parque en Bogotá,se volverían a presentar en 2007. Reychesta se separó del grupo en 2006.
En 2006, la canción "Vamos a Jugar" con Kafu Banton, estuvo en la lista de reproducción de MTV Tr3s , mun2 y Univision. En 2007, fueron nominados a la 8.ª edición de los Premios Grammy Latinos nominando en la categoría mejor canción urbana, un remix de "Mi Tumbao" con Michael Stuart.
Tras una gira por África, Europa y América, toman una pausa en 2010. Se reencontraron para participar en Hip Hop al Parque 2019 en Bogotá.Han producido 2 álbumes en 2019 y 2022, además de proyectos en solitario.

## Discografía

### Álbumes

#### PNO, Rocca y Reychesta
- 2001: Mixtape (Parcero Production/5-27 Records)
- 2002: Mixtape Remix (Parcero Production)
- 2004: New York Mixtape (Parcero Production/Ecko Unltd.)
- 2005: Nuestra Cosa (Parcero Production/2Good)
- 2006: Nuestra Cosa: Deluxe Edition (Parcero Production/Machete Music)

#### PNO Y Rocca
- 2007: Álbum Callejero (Producción Parcero)
- 2008: Más Fuerte (Producción Parcero/Wrung/Boa Música)
- 2011: La Música Es Mi Arma (Audio Lírica Entertainment/Producción Parcero)
- 2011: La Música Es Mi Arma: Edición Deluxe (Audio Lírica Entertainment/Parcero Production)
- 2019: Nueva Era
- 2022: Antesala